# Giardino botanico Loreto Grande

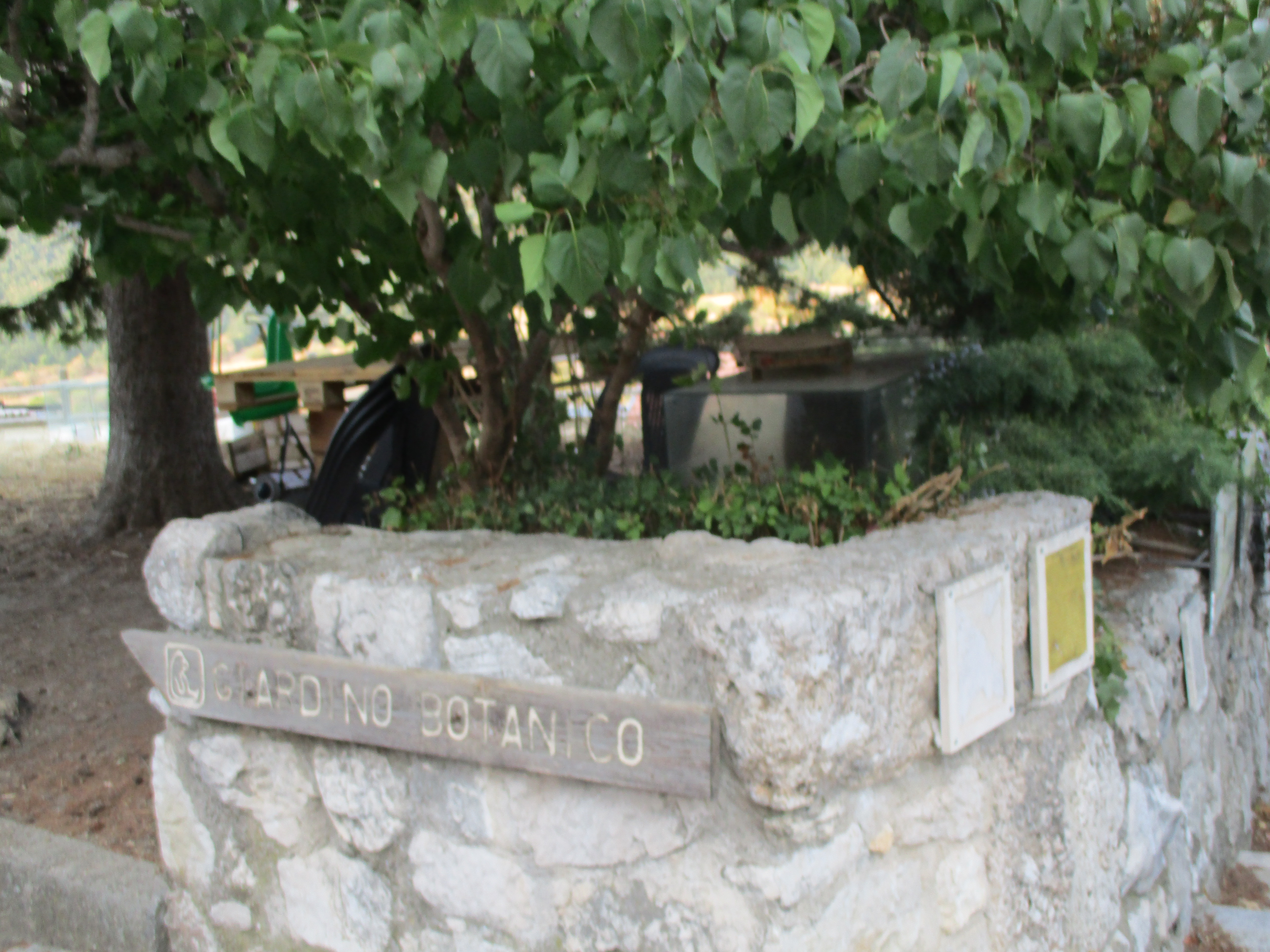
Ingresso del giardino botanico Loreto Grande

Il giardino botanico "Loreto Grande" è un piccolo orto botanico situato nel Parco nazionale d'Abruzzo, Lazio e Molise, nel territorio del comune di Villavallelonga (AQ).
Il giardino fu istituito nel 1984 e intitolato in memoria del botanico Loreto Grande (1878-1965).
Contiene aceri, faggi, noccioli, carpino nero e rosa selvatica.